# Emiliano Eizaguirre Marquínez
Emiliano Eizaguirre Marquínez (San Sebastián, 1888- San Sebastián, 1967) fue un médico tisiólogo español que fundó el primer dispensario antituberculoso en España. Fue el iniciador de la fiesta de la flor en España para recaudar fondos en la lucha antituberculosa y entre 1929 y 1936 organizó los primeros cursos de verano en San Sebastián y una escuela de tisiología para médicos.

## Biografía y trayectoria profesional
Nació en San Sebastián en 1888 y cursó sus estudios de medicina en la Facultad de Medicina de la Universidad Central de Madrid y completó la especialización como cirujano pulmonar en Alemania y Suiza.
La provincia de Guipúzcoa padeció unas tasas de tuberculosis muy elevadas lo que llevó al Dr Eizaguirre a dedicarse a la lucha antituberculosa. Para su prevención, en 1921 se descubrió la primera vacuna contra la enfermedad y en 1930 comenzó la vacunación en San Sebastián. No sería hasta 1950 cuando aparecieron los primeros fármacos eficaces para su tratamiento. 
En 1913 fundó el dispensario antituberculoso del Hospital civil San Antonio Abad de San Sebastián y en 1932 fundó el pabellón Docker en el mismo hospital para niños con primoinfección tuberculosa. Fue autor de la cartilla antituberculosa que se repartió por toda Guipúzcoa para tratar y prevenir la tuberculosis. En las siguientes décadas fomentó la creación de diferentes sanatorios antituberculosos en localidades de Guipúzcoa como Irún, Tolosa, Ëibar etc.
En 1922 con otros compañeros fundaron la Clínica San José con la colaboración de las Hermanas de la Caridad para la atención de pacientes privados y entre 1929 y 1936 organizó las Jornadas Médicas de San Sebastián. creando también  una escuela de tisiología para médicos.
Fue el iniciador de la fiesta de la flor en España para recaudar fondos en la lucha antituberculosa. Seguidamente otras ciudades como Madrid o Bilbao continuaron con esta iniciativa que surgió en Uruguay en 1912.
Participó en actividades filantrópicas como la fundación del club rotario en San Sebastián donde fue cofundador y primer presidente en 1926. También presidió en 1923  el Ateneo donostiarra desde donde organizó campañas sociales contra la tuberculosis.
Al estallar la guerra civil era el presidente del colegio de médicos de Guipúzcoa y fue llamado por las autoridades locales del frente popular a dirigir el hospital de sangre en el hotel de Londres de San Sebastián por lo que tuvo que exiliarse en Argentina al terminar la guerra. Falleció en San Sebastián en 1967.
Presidió diferentes congresos profesionales destacando el 2.º Congreso internacional de la tuberculosis en San Sebastián (1912) con la presencia de la familia real española.

## Publicaciones
Existen 74 publicaciones en revistas nacionales y extranjeras que fueron textos de referencia en la tisiología de la época. Los más destacados fueron los siguientes:
- Cirugía Pleuro-Pulmonar (1927), que recibió el premio Álvarez-Alcalá, de la Real Academia de Medicina.
- Tratado de Tuberculosis Pulmonar (1931).
- La Primo-Infección Tuberculosa (1934).
- Cáncer broncopulmonar (1952).